# Cortinarius sanguinolentus
Cortinarius sanguinolentus är en svampart som först beskrevs av Moënne-Locc. & Reumaux, och fick sitt nu gällande namn av Moënne-Locc. & Reumaux 2000. Cortinarius sanguinolentus ingår i släktet Cortinarius och familjen spindlingar.   Inga underarter finns listade i Catalogue of Life.